# 村上和彦 (劇画家)
村上 和彦（むらかみ かずひこ、1944年 - ）は、日本の劇画家。男性。愛媛県西条市出身。東京都杉並区在住。村上劇画プロ代表。
極道劇画を中心に作品を発表している。また、映画監督や脚本家等も手がける。M・R・F 村上ロイヤルファミリーの盟主。歌舞伎町ペンクラブ最高顧問。

## 経歴
1944年、愛媛県西条市に生まれる。母子家庭で育った。愛媛県立西条高等学校を卒業し大阪に出て3年過ごした後、上京した。
10代の頃には暴力団事務所に出入りしていた。
大阪の高校を卒業した実弟・憲治が、和彦を頼って上京し合流した。
劇画ブームが昭和41年頃から起こり始めていて劇画雑誌が次々と創刊されていたことから「漫画でも描いてみるか」というきっかけで劇画を描くことにした。また、ある雑誌に読み切りの短編作品が載っているのを読んだところ、その作品の中に関西の主流である「ほん引き」賭博のシーンが描かれていたが、「ほん引き」の札一枚のアップさえ描かれてなかったことから「私なら描く事が出来る、生き残れる道は此処だ」と閃き、生まれたのが「昭和極道史」である。画風はさいとう・たかをの影響を受けている。
1970年3月、日本文華社『特集漫画トピックス』「昭和極道史／桜会事件」でデビュー。月1本のペースで読み切り連載を執筆。
1971年、デビューから6作目の「昭和極道史／逆縁の盃」が、菅原文太主演『現代やくざ 盃返します』（東映）に原案として用いられる（現代やくざシリーズの3作目）。翌1972年には、梅宮辰夫主演で『昭和極道史』が映画化。
1974年から日本文華社より『昭和極道史』（全34巻）を刊行。
1989年5月から1990年12月にかけて竹書房より『日本極道史 昭和編』（全23巻）を刊行。『昭和極道史』を再編集したもの。
1994年から『日本極道史 平成編』を刊行。

同年、Vシネマに進出し、『極道の門』（1994年）『首領への道』（1998年-2005年）『第三の極道』（1995年-2000年）をシリーズで実写映像化。
1997年、『日本暴力地帯』（松竹京都映画）で初監督を務める。
2007年、「1億2千万総媒酌人」を発表。自身の遺作になると発表し、関東一葉一家や吉良組など錚々たる組織人から巻末コメントを寄せられ話題になる。
2009年、『首領への道』から派生した人気キャラ・越智（演：白竜）を主役にした『新・首領への道』構想を発表するも、越智は若頭で永遠のNo2という渡世人からの熱い支持を無視できず頓挫。その後、『首領への道」』完結を発表するも、進展はない。
2014年頃より木村一八主演『代紋の墓場』を皮切りに木村一八主演『裏門釈放』を発表。
2020年現在は、木村一八主演『極道の門』の撮影総指揮を行い、最新作は2021年12月現在、第八部。

## 人物
- さいとう・たかをの影響を公言している。画風が似ているがアシスタント経験者では無い。挨拶をしようと思っているが出来ずじまいとのことである。
- 真樹日佐夫とは杯を交わした義兄弟である（村上が弟分）。
- 盃事に詳しく、盃事を解説する一般書籍の執筆や映像作品の総監修を務めたこともある。また、自作品のVシネマでは媒酌人役でカメオ出演をすることがある。
- 覚醒剤で逮捕された清水健太郎の後見人を務めていた。

## 著作
- 特集漫画トピックス「昭和極道史／桜会事件」（※デビュー作）
- 『昭和極道史』シリーズ（日本文華社 文華コミックス）
- 『日本極道史』シリーズ（竹書房） ※『昭和極道史』を「日本極道史 昭和編」として改題。
- 『現代ヤクザ道入門 任侠・盃事のすべて』（1988年 - 1989年、桃園書房）全4巻
  - 『現代ヤクザ道入門 任侠・盃事のすべて 第1巻 親子結縁盃』
  - 『現代ヤクザ道入門 任侠・盃事のすべて 第2巻 義兄弟縁組盃』
  - 『現代ヤクザ道入門 任侠・盃事のすべて 第3巻 手打和合盃』
  - 『現代ヤクザ道入門 任侠・盃事のすべて 第4巻 隠退襲名盃』
- 『任侠・盃事のすべて』（2005年、道出版）全2巻  - 日本古来の伝統神事に由来する博徒・テキヤ・侠客の盃事神事の全容。『現代ヤクザ道入門 任侠・盃事のすべて』全4巻（桃園書房）を大幅に加筆して復刊。
  - 『任侠・盃事のすべて〈上〉親子結縁盃・義兄弟縁組盃』（2005年2月1日）ISBN 978-4860860189
  - 『任侠・盃事のすべて〈下〉手打和合盃・隠退襲名盃』（2005年2月18日）ISBN 978-4860860196

## 実写化 原案・脚本・監督・制作総指揮・製作総指揮
村上和彦が原作のみの「日本極道史」シリーズの実写化作品は日本極道史を参照。
原案
- 『現代やくざ 盃返します』（1971年、東映、主演：菅原文太）
- 『実録・絶縁』（2001年、主演：清水健太郎）
- 『実録・北海道やくざ戦争 逆縁』（2001年、主演：哀川翔）
- 『実録・山陽道やくざ戦争 手打ち破り』（2001年、主演：大沢樹生）
- 『実録・鉄砲玉』（2001年、主演：岡崎礼）
- 『実録・大阪やくざ戦争 報復(かえし)』（2002年、主演：清水健太郎）

原作
- 『極道の門』（1994年 - 1995年、主演：渡辺裕之）
- 『首領への道』（1998年 - 2005年、主演：清水健太郎）
- 『やくざの憲法 赤字破門』（2011年、主演：白竜）

脚本
- 『首領への道 7巻-12巻・14巻-19巻』（主演：清水健太郎）原作・脚本
- 『実録・北陸やくざ戦争』（2002年7月、主演：白竜）原案・脚本
- 『実録・史上最大の抗争 義絶状』1,2（2002年8月・10月、主演：清水健太郎）原案・脚本・題字
- 『実録・東北やくざ戦争 覇桜の道』（2003年8月、主演：大沢樹生）原案・脚本
- 『実録・瀬戸内やくざ戦争 伊予路水滸伝』（2003年1月、主演：翔）原案・脚本・題字
- 『実録・名古屋やくざ戦争 統一への道』1,2,3,4（2003年7月 - 2004年6月、主演：中野英雄）原案・脚本
- 『実録・北海道やくざ戦争 北海の挽歌』（2003年4月、主演：遠藤憲一）原案・脚本
- 『実録・関東やくざ戦争 修羅の盃』（2003年10月、主演：寺島進）原案・脚本
- 『実録・関東やくざ戦争2 修羅の代紋』（2004年2月、主演：寺島進）原案・脚本
- 『実録・九州やくざ抗争 誠への道』（2006年11月・2007年1月、主演：大沢樹生）原案・脚本
- 『実録・絶縁状』（2007年3月、主演：小沢仁志）原案・脚本
- 『裏盃の軍団』（2010年、主演：原田龍二）原作・脚本
- 『新・野望の軍団』（2011年、主演：波岡一喜）原作・脚本
- 『修羅の花道』（2012年、主演：奥田瑛二）
- 『修羅の宿命(さだめ)』（2012年、主演：金子賢）原作・脚本
- 『最後の極道』（2014年、主演：中野英雄）原作・脚本
- 『代紋の墓場』（2015年、主演：木村一八）原作・脚本

監督
- 『日本暴力地帯』（1997年、主演：中条きよし）村上和彦初監督作品

制作総指揮
- 『裏門釈放』（2017年、主演：木村一八）

製作総指揮
- 『首領への道 劇場公開版』（2003年、主演：木村一八）
- 『誇り高き野望』（2005年、主演：武蔵拳）脚本・製作総指揮
- 『修羅の門』（2005年、主演：小沢仁志）村上和彦映像化100本記念作品
- 『極道の門』（2018年 - 、主演：木村一八）

## 出演
- 日本極道史 残侠の盃（1995年）
- 日本極道史 仁義絶叫（1999年）‐ 媒酌人 役
- ケンカ包丁!! 義（2000年）
- 実録・史上最大の抗争 義絶状（2002年）‐ 山王会四代目継承盃 媒酌人 役
- TOKYO VICE 第1話（2022年4月7日 、HBO Max・WOWOW）- ヤクザの媒酌人 役

## 連載
- 村上和彦の男の世界（2003年『WaWaWa─チェアウォーカー』Vol.13・14・15）

## 参考資料
- 吉田豪『人間コク宝 まんが道』コアマガジン、2012年。ISBN 978-4864363433。